# Killshot (canción de Eminem)
Killshot (estilizado como KILLSHOT) es una canción de hip hop diss escrita e interpretada por el rapero estadounidense Eminem y producida por Illa Da Producer. Es la respuesta de Eminem a Rap Devil de Machine Gun Kelly (rapero).
Es la canción (solo audio) más vista en sus primeras 24 horas de toda la historia de YouTube, con 38,1 millones de visualizaciones en su primer día.
Es uno de los videos más reproducidos en sus primeras 24 horas en Youtube, siendo la canción 100% rap/hip-hop más vista en sus primeras 24 horas. 
El título de la canción es una referencia a la película del año 2008 con el mismo nombre cuyo protagonista se apellida Colson (nombre real de Machine Gun Kelly)
.
- Datos: Q56635098